# Hilde Wolter
Hilde Wolter, geboren als Hildegard Elise Alwine Wollschläger (* 19. Juni 1898 in Berlin; † 1. März 1946 in Dresden) war eine deutsche Stummfilmschauspielerin.

## Leben
Hilde Wolter begann ihre Karriere im Alter von 17 Jahren als Soubrette in Hamburg. Nebenbei nahm sie Schauspiel- und Gesangsunterricht. Nach ihrem Engagement an Hamburgs Neuen Operettentheater kehrte die Nachwuchskünstlerin noch während des Ersten Weltkriegs nach Berlin zurück, um einem Engagement am Residenztheater anzutreten. Später trat sie auch am Thalia-Theater in Wien auf.
In Berlin gab Hilde Wolter auch 20-jährig mit der Alraune im gleichnamigen Film ihr Leinwanddebüt. Anschließend wurde sie von der Produktionsfirma Oskar Messters übernommen und spielte die kommenden fünf Jahre, dort wie auch bei von Woringens Mutoscop-Film, sowohl Haupt- als auch Nebenrollen. Ihr Fach war das der Naiven, Sentimentalen und der Liebhaberin.

## Filmografie
- 1918: Alraune, die Henkerstochter, genannt die rote Hanne
- 1918: Bräutigam auf Aktien
- 1918: Die Edelsteinsammlung
- 1919: Wie das Schicksal spielt
- 1919: Bergblumen
- 1919: Dem Glück entgegen
- 1919: Eine tolle Kiste
- 1920: Die Siegerin
- 1920: Büßer der Leidenschaft
- 1920: Die Notheirat
- 1920: Sybill Morgan
- 1920: Ihr Recht
- 1922: Die Schatten jener Nacht
- 1922: Die Männer der Frau Clarissa
- 1922: Jenseits des Stromes
- 1923: Die Welt in Flammen (2 Teile)